# Hilary Koprowski

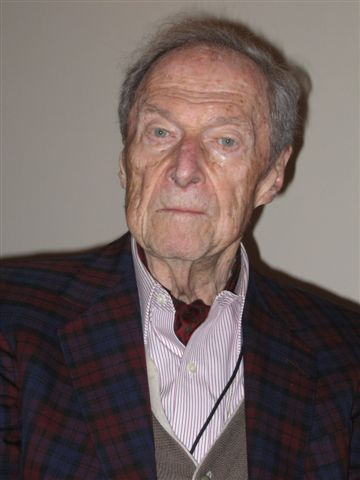
Koprowski, in Warschau (2007)

Hilary Koprowski (* 5. Dezember 1916 in Warschau, Polen; † 11. April 2013 in Philadelphia) war ein polnisch-amerikanischer Virologe und Immunologe. Er war der Entdecker der ersten Polioschutzimpfung mit lebenden Viren.

## Biographie
Hilary Koprowski wuchs in Warschau auf, wo er das Mikołaj-Rej-Gymnasium besuchte, und seit dem 12. Lebensjahr Klavierunterricht am Warschauer Konservatorium nahm.
Er promovierte 1939 an der Medizinischen Fakultät der Universität Warschau zum Dr. med. Er schloss auch Examina in Musik am Warschauer Konservatorium und nach der Flucht aus Polen 1939/40 an der Accademia Nazionale di Santa Cecilia in Rom ab. Seine Lebensaufgabe wurde jedoch die medizinische Forschertätigkeit, obwohl er die Musik nie aufgab und zahlreiche musikalische Werke komponierte.
Nach dem deutschen Überfall auf Polen 1939 flohen Koprowski und seine Frau Irena, eine Ärztin, zunächst nach Rom, und 1940 über Frankreich, Spanien, Portugal nach Brasilien, wo er für die Rockefeller-Stiftung in Rio de Janeiro arbeitete.
Sein Forschungsgebiet für einige Jahre war die Suche nach einer Impfung mit lebenden Viren gegen das Gelbfieber.
Nach dem Zweiten Weltkrieg ließen sich die Koprowskis in Pearl River nieder, wo Koprowski als Forscher in den Lederle Laboratorien, der pharmazeutischen Abteilung von American Cyanamid, beschäftigt war. Hier begann er seine Versuche mit Polioviren, die schließlich zur Entdeckung des ersten Polio-Schluckimpfstoffes führte. Die Tätigkeit in einem Pharmaunternehmen trug ihm in Kreisen der akademischen Wissenschaftler den Spitznamen „kommerzieller Wissenschaftler“ ein.
Aus der 1938 mit Irena Koprowska geschlossenen Ehe gingen zwei Söhne hervor: Claude Koprowski (geboren 1940 in Paris), heute ein pensionierter Arzt, und Christopher Koprowski (geboren 1951), ein Neurologe und Onkologe.

## Entdeckung des ersten Polio-Schluckimpfstoffes
Koprowski erzeugte den ersten Polio-Impfstoff, auf der Basis von oral verabreichten attenuierten Polioviren. Auf der Suche nach einem wirksamen Impfstoff hatte er sich auf abgeschwächte (das heißt nicht mehr virulente) lebende Viren konzentriert, statt der toten Viren, wie sie später in den injizierten Impfstoffen von Jonas Salk
verwendet wurden.
Koprowski betrachtete den Lebendimpfstoff als wirksamer, da er den Darmtrakt direkt erreichte und für lebenslange Immunität sorgen konnte, während die Salk-Impfung Auffrischungsimpfungen erforderlich machte. Auch ist eine orale Impfung leicht, wohingegen eine Injektion medizinische Geräte erforderte und teurer war. Das erste Kind wurde mit dem Koprowski-Impfstoff am 27. Februar 1950 geimpft, und innerhalb von zehn Jahren wurde dieser auf vier Kontinenten verwendet. Albert Sabins Polioimpfung mit abgeschwächten lebenden Polioviren wurde aus Virenmaterial entwickelt, das Sabin von Koprowski erhalten hatte.
Koprowski war Präsident der Biotechnology Foundation Laboratories, Inc., und Leiter des Zentrums für Neurovirologie an der Thomas Jefferson University in Philadelphia. Er ist Autor von über 875 wissenschaftlichen Veröffentlichungen und Mitherausgeber von mehreren Zeitschriften. Er diente als Berater der Weltgesundheitsorganisation WHO und der Panamerikanischen Gesundheitsorganisation.

## Kontroverse um die Entstehung von AIDS
Der britische Journalist Edward Hooper veröffentlichte 1999 ein Buch mit der Hypothese, dass AIDS in den späten 1950er Jahren durch Hilary Koprowskis Polioimpfungen im Belgischen Kongo entstanden sei. Die daraus entwickelte These über den Zusammenhang zwischen Schluckimpfung und AIDS wurde von der Wissenschaft weithin zurückgewiesen.
Die Zeitschrift Science schrieb über Hoopers Behauptungen, „… es kann mit fast einhundertprozentiger Sicherheit festgestellt werden, dass der große Feldversuch mit der Polioschutzimpfung […] nicht die Ursache von AIDS war.“
Auch Koprowski selbst wies die Vorwürfe zurück und gewann eine Klarstellung und eine symbolische finanzielle Entschädigung von 1 US$ in einer Verleumdungsklage gegen das Magazin Rolling Stone, das in einem Artikel im März 1992 ähnliche Vorwürfe erhoben hatte.
Ein parallel geführtes Verleumdungsverfahren, das Koprowski gegen die Associated Press angestrengt hatte, wurde einige Jahre später beigelegt, obwohl die Klauseln der Vereinbarung nie veröffentlicht wurden.
Koprowskis ursprüngliche Berichte aus den Jahren 1960–61, in denen seine Impfkampagne im Kongo teilweise detailliert dargestellt wird, sind im Internet von der Weltgesundheitsorganisation WHO veröffentlicht.

## Ehrungen
Koprowski hat viele Ehrendoktortitel und weitere Ehrungen erhalten, unter anderem den Löwenorden des belgischen Königs, den französischen Verdienstorden für Forschung und Erfindungen, ein Fulbright-Stipendium, die Ernennung zum Alexander von Humboldt Professor am Münchener Max-Planck-Institut für Biochemie. 1989 erhielt er den Medizinpreis von San Marino und die Nikolaus-Kopernikus-Medaille der Polnischen Akademie der Wissenschaften in Warschau.
Zahlreiche Ehrungen erhielt Koprowski in Philadelphia, z. B. den Philadelphia-Preis für Krebsforschung, den HJohn-Scott-Preis und im Mai 1990 die höchste Auszeichnung seiner
Stadt, den Philadelphia-Preis. Er ist Mitglied des Ärztekollegs von Philadelphia, das ihn schon 1959 mit dem Alvarenga-Preis auszeichnete.
Koprowski war Mitglied der National Academy of Sciences, der American Academy of Arts and Sciences, der New York Academy of Sciences, und des Polish Institute of Arts and Sciences of America.
Er war Auslandsmitglied in der Jugoslawischen und in der Polnischen Akademie der Wissenschaften, der russischen Akademie der Medizinwissenschaften und der Finnischen Gesellschaft der Natur – und Geisteswissenschaften.
Am 22. März 1995 wurde Koprowski der Titel „Kommandant des Löwenordens von Finnland“ vom finnischen Staatspräsidenten verliehen. 1997 wurde er Mitglied der Französischen Ehrenlegion und am 29. September 1998 erhielt er das Komturkreuz mit Stern des Verdienstordens der Republik Polen aus der Hand des polnischen Präsidenten.
Am 25. Februar 2000 wurde Koprowski mit einem Empfang an der Thomas Jefferson University geehrt, zur fünfzigsten Wiederkehr der ersten Schluckimpfung mit seinem Impfstoff. Bei diesem Empfang wurde seine Leistung vom US-Senat, dem Senat von Pennsylvania und von Gouverneur Tom Ridge gewürdigt.
Am 1. Mai 2007 ehrte ihn das Sabin Vaccine Institute in Baltimore durch Verleihung der Albert Sabin Goldmedaille.
Eine vollständige Aufzählung aller Ämter und Ehrungen Koprowskis findet sich in seinem Lebenslauf auf der Website.